# Anthemis plutonia
Anthemis plutonia ist eine Pflanzenart aus der Gattung der Hundskamillen (Anthemis) in der Familie der Korbblütler (Asteraceae). Sie kommt ausschließlich auf Zypern vor.

## Merkmale
Anthemis plutonia ist eine behaarte, ausdauernde krautige Pflanze. Sie bildet oft dichte, verflochtene Matten mit niederliegenden Stängeln von 5–20 cm Länge. Die Blätter sind klein und doppelt fiederschnittig. Die Köpfchen sind 15–20 mm im Durchmesser und besitzen rosa, selten cremeweiße, röhrenförmige Blüten. Die randständigen Zungenblüten sind weiß, selten rosa, und annähernd rundlich.

## Lebensraum
Die Pflanze kommt häufig an trockenen, vulkanischen Berghängen mit spärlicher Vegetation, in Weinbergen und an Straßenrändern im Troodos-Gebirge sowie in Stavrovouni vor. Sie wächst dort in Höhenlagen von 250 Metern bis zu den höchsten Gipfeln auf 1950 Metern.

## Verbreitung
Anthemis plutonia ist endemisch auf Zypern, wo sie ausschließlich im Troodos-Gebirge vorkommt: Stavros Psokas, Prodromos, Khionistra, Kryos Potamos, der Troodos-Wald, Palekhori, Makheras und Stavrovouni. Blütezeit ist von März bis Juli.

## Systematik
Es sind zwei Varietäten anerkannt.
- Anthemis plutonia var. artemisioides (Holmboe) Oberpr. & Vogt (Synonyme: Anthemis artemisioides (Holmboe) Chrtek & B.Slavík und Anthemis tricolor var. artemisioides Holmboe)[6]
- Anthemis plutonia var. plutonia (Synonym: Anthemis topaliana Beauverd)[7]